# مارمارون (هيوس)
مارمارون (Μάρμαρον) هي قرية كبيرة في شمال شرق خيوس، وهي إحدى مستوطنتين في بلدية كارداميلا.
بلغ تعداد سكانها 710 نسمة وفقا لتعداد عام 2011، وبُنيت على ارتفاع متوسط 20 متر فوق مستوى سطح البحر، وتقع على مسافة 27 كيلومترا إلى الشمال من مدينة خيوس.